# 埃尔兴根
埃尔兴根是德国巴伐利亚州的一个市镇。总面积24.89平方公里，总人口9164人，其中男性4485人，女性4679人（2011年12月31日），人口密度368人/平方公里。